# 大洪山乡
大洪山乡，是中华人民共和国湖南省怀化市芷江侗族自治县下辖的一个乡镇级行政单位。

## 行政区划
大洪山乡下辖以下地区：
皇后滩村、天星塘村、报木溪村、团木溪村、大洪山村、青山口村、罩子溪村、茨滩坡村和白水滩村。